# 日本産業規格における溶接規格の一覧
公開されている溶接規格の一覧を表す。

## 日本産業規格(JIS)

### 用語・記号
- JIS Z 3001-1　溶接用語―第1部：一般
- JIS Z 3001-2　溶接用語―第2部：溶接方法
- JIS Z 3001-3　溶接用語―第3部：ろう接
- JIS Z 3001-4　溶接用語―第4部：溶接不完全部
- JIS Z 3001-5　溶接用語―第5部：レーザ溶接
- JIS Z 3001-6　溶接用語―第6部：抵抗溶接
- JIS Z 3001-7　溶接用語―第7部：アーク溶接
- JIS Z 3011　　 溶接姿勢―傾斜角及び回転角による定義
- JIS Z 3021　　 溶接記号

### 施工・管理
- JIS Z 3040　　 溶接施工方法の確認試験方法
- JIS Z 3043　　 ステンレスクラッド鋼溶接施工方法の確認試験方法
- JIS Z 3044　　 ニッケル及びニッケル合金クラッド鋼溶接施工方法の確認試験方法
- JIS Z 3400　　 金属材料の融接に関する品質要求事項
- JIS Z 3410　　 溶接管理―任務及び責任
- JIS Z 3420　　 金属材料の溶接施工要領及びその適格性確認－一般原則
- JIS Z 3421-1　金属材料の溶接施工要領及びその承認―アーク溶接の溶接施工要領書
- JIS Z 3422-1　金属材料の溶接施工要領及びその適格性確認－溶接施工法試験－第１部：鋼のアーク溶接及びガス溶接並びにニッケル及びニッケル合金のアーク溶接
- JIS Z 3422-2　金属材料の溶接施工要領及びその承認―溶接施工法試験―第2部：アルミニウム及びアルミニウム合金のアーク溶接
- JIS Z 3423　　 溶接材料の調達指針
- JIS Z 3450　　 鉄筋の継手に関する品質要求事項
- JIS Z 3604　　 アルミニウムのイナートガスアーク溶接作業標準
- JIS Z 3607　　 金属材料の摩擦圧接
- JIS Z 3608　　 摩擦かくはん接合―アルミニウム
- JIS Z 3609-1　　 摩擦かくはん点接合－アルミニウム－第１部：用語及び接合方法
- JIS Z 3609-2　　 摩擦かくはん点接合－アルミニウム－第２部：品質要求事項，接合施工要領及び接合要員
- JIS Z 3621　　 ろう付作業標準
- JIS Z 3700　　 溶接後熱処理方法
- JIS Z 3703　　 溶接―予熱温度，パス間温度及び予熱保持温度の測定方法の指針
- JIS B 8285　　 圧力容器の溶接施工方法の確認試験

### 試験・検査

#### 破壊試験（硬さ・引張・衝撃・疲れ等）
- JIS Z 2241　　 金属材料引張試験方法
- JIS Z 2242　　 金属材料のシャルピー衝撃試験方法
- JIS Z 2243-1　ブリネル硬さ試験－第1部：試験方法
- JIS Z 2243-2　ブリネル硬さ試験－第2部：硬さ値表
- JIS Z 2244-1　　 ビッカース硬さ試験－第１部：試験方法
- JIS Z 2244-2　　 ビッカース硬さ試験－第２部：硬さ値表
- JIS Z 2245　　 ロックウェル硬さ試験―試験方法
- JIS Z 2345-1　　 超音波探傷試験用標準試験片－第１部：Ａ１形標準試験片
- JIS Z 2345-2　　 超音波探傷試験用標準試験片－第２部：Ａ７９６３形標準試験片
- JIS Z 2345-3　　 超音波探傷試験用標準試験片－第３部：垂直探傷試験用標準試験片
- JIS Z 2345-4　　 超音波探傷試験用標準試験片－第４部：斜角探傷試験用標準試験片
- JIS Z 2246　　 ショア硬さ試験―試験方法
- JIS Z 2248　　 金属材料曲げ試験方法
- JIS Z 3101　　 溶接熱影響部の最高硬さ試験方法
- JIS Z 3103　　 アーク溶接継手の片振り引張疲れ試験方法
- JIS Z 3111　　 溶着金属の引張及び衝撃試験方法
- JIS Z 3114　　 溶着金属の硬さ試験方法
- JIS Z 3115　　 溶接熱影響部のテーパかたさ試験方法
- JIS Z 3118　　 鋼溶接部の拡散性水素量測定方法
- JIS Z 3119　　 オーステナイト系及びオーステナイト・フェライト系ステンレス鋼溶着金属のフェライト量測定方法
- JIS Z 3120　　 鉄筋コンクリート用棒鋼ガス圧接継手の試験方法及び判定基準
- JIS Z 3121　　 突合せ溶接継手の引張試験方法
- JIS Z 3122　　 突合せ溶接継手の曲げ試験方法
- JIS Z 3128　　 溶接継手の衝撃試験片採取方法
- JIS Z 3129　　 鋼の１ラン施工及び２ラン施工による溶接継手からの試験片作製方法
- JIS Z 3131　　 前面すみ肉溶接継手の引張試験方法
- JIS Z 3132　　 側面すみ肉溶接継手のせん断試験方法
- JIS Z 3134　　 T形すみ肉溶接継手の曲げ試験方法
- JIS Z 3136　　 抵抗スポット及びプロジェクション溶接継手のせん断試験に対する試験片寸法及び試験方法
- JIS Z 3137　　 抵抗スポット及びプロジェクション溶接継手の十字引張試験に対する試験片寸法及び試験方法
- JIS Z 3138　　 スポット溶接継手の疲れ試験方法
- JIS Z 3139　　 スポット，プロジェクション及びシーム溶接部の断面試験方法
- JIS Z 3140　　 スポット溶接部の検査方法及び判定基準
- JIS Z 3141　　 重ねシーム溶接継手の試験方法
- JIS Z 3143　　 突合せ圧接継手の試験方法
- JIS Z 3144　　 スポット及びプロジェクション溶接部の現場試験方法
- JIS Z 3145　　 頭付きスタッド溶接部の曲げ試験方法
- JIS Z 3153　　 T形溶接割れ試験方法
- JIS Z 3154　　 重ね継手溶接割れ試験方法
- JIS Z 3155　　 C形ジグ拘束突合せ溶接割れ試験方法
- JIS Z 3157　　 U形溶接割れ試験方法
- JIS Z 3158　　 y形溶接割れ試験方法
- JIS Z 3159　　 H形拘束溶接割れ試験方法
- JIS Z 3175　　 摩擦圧接による異種金属継手の試験方法及び継手品質評価の分類
- JIS Z 3181　　 溶接材料のすみ肉溶接試験方法
- JIS Z 3185　　 溶接材料の耐ペイント性試験方法

#### 非破壊試験
- JIS Z 2306　　 放射線透過試験用透過度計
- JIS Z 2307　　 放射線透過試験用複線形像質計による像の不鮮鋭度の決定
- JIS Z 2316-1　非破壊試験―渦電流試験―第1部：一般通則
- JIS Z 2320-1　非破壊試験―磁粉探傷試験―第1部：一般通則
- JIS Z 2320-2　非破壊試験―磁粉探傷試験―第2部：検出媒体
- JIS Z 2320-3　非破壊試験―磁粉探傷試験―第3部：装置
- JIS Z 2343-1　非破壊試験―浸透探傷試験―第1部：一般通則：浸透探傷試験方法及び浸透指示模様の分類
- JIS Z 2343-2　非破壊試験―浸透探傷試験―第2部：浸透探傷剤の試験
- JIS Z 2343-3　非破壊試験―浸透探傷試験―第3部：対比試験片
- JIS Z 2343-4　非破壊試験―浸透探傷試験―第4部：装置
- JIS Z 2343-5　非破壊試験―浸透探傷試験―第5部：50℃を超える温度での浸透探傷試験
- JIS Z 2343-6　非破壊試験―浸透探傷試験―第6部：10℃より低い温度での浸透探傷試験
- JIS Z 2345　　 超音波探傷試験用標準試験片
- JIS Z 3050　　 パイプライン溶接部の非破壊試験方法
- JIS Z 3060　　 鋼溶接部の超音波探傷試験方法
- JIS Z 3062　　 鉄筋コンクリート用異形棒鋼ガス圧接部の超音波探傷試験方法及び判定基準
- JIS Z 3063　　 鉄筋コンクリート用異形棒鋼溶接部の超音波探傷試験方法及び判定基準
- JIS Z 3070　　 鋼溶接部の超音波自動探傷方法
- JIS Z 3080　　 アルミニウムの突合せ溶接部の超音波斜角探傷試験方法
- JIS Z 3081　　 アルミニウム管溶接部の超音波斜角探傷試験方法
- JIS Z 3082　　 アルミニウムのT形溶接部の超音波探傷試験方法
- JIS Z 3083　　 アルミニウム合金及びマグネシウム合金の摩擦かくはん接合部のルートフローの超音波探傷試験方法
- JIS Z 3090　　 溶融溶接継手の外観試験方法
- JIS Z 3104　　 鋼溶接継手の放射線透過試験方法
- JIS Z 3105　　 アルミニウム溶接継手の放射線透過試験方法
- JIS Z 3106　　 ステンレス鋼溶接継手の放射線透過試験方法
- JIS Z 3107　　 チタン溶接部の放射線透過試験方法
- JIS Z 3110　　 溶接継手の放射線透過試験方法－デジタル検出器によるＸ線及びγ線撮影技術
- JIS G 0584　　 アーク溶接鋼管の超音波探傷検査方法

#### ろう・はんだ試験
- JIS Z 3191　　 ろうのぬれ試験方法
- JIS Z 3192　　 ろう付継手の引張及びせん断試験方法
- JIS Z 3197　　 はんだ付用フラックス試験方法
- JIS Z 3198-1　鉛フリーはんだ試験方法―第1部：溶融温度範囲測定方法
- JIS Z 3198-2　鉛フリーはんだ試験方法―第2部：機械的特性試験方法―引張試験
- JIS Z 3198-3　鉛フリーはんだ試験方法―第3部：広がり試験方法
- JIS Z 3198-4　鉛フリーはんだ試験方法―第4部：ウェッティングバランス法及び接触角法によるぬれ性試験方法
- JIS Z 3198-5　鉛フリーはんだ試験方法―第5部：はんだ継手の引張及びせん断試験方法
- JIS Z 3198-6　鉛フリーはんだ試験方法―第6部：QFPリードのはんだ継手45度プル試験方法
- JIS Z 3198-7　鉛フリーはんだ試験方法―第7部：チップ部品のはんだ継手せん断試験方法
- JIS C 60068-2-20 環境試験方法―電気・電子―第2－20部：試験―試験T―端子付部品のはんだ付け性及びはんだ耐熱性試験方法
- JIS C 60068-2-58 環境試験方法―電気・電子―第2－58部：表面実装部品（SMD）のはんだ付け性，電極の耐はんだ食われ性及びはんだ耐熱性試験方法
- JIS C 60068-2-69 環境試験方法－電気・電子－第2－69部：試験－試験Ｔｅ／Ｔｃ：電子部品及びプリント配線板のはんだ付け性試験方法（平衡法）

#### 化学分析
- JIS G 0321　　 鋼材の製品分析方法及びその許容変動値
- JIS G 0404　　 鋼材の一般受渡し条件
- JIS H 0321　　 非鉄金属材料の検査通則
- JIS Z 3184　　 化学分析用溶着金属の作製方法及び試料の採取方法
- JIS Z 3900　　 貴金属ろうのサンプリング方法
- JIS Z 3901　　 銀ろう分析方法
- JIS Z 3902　　 黄銅ろう分析方法
- JIS Z 3903　　 りん銅ろう分析方法
- JIS Z 3904　　 金ろう分析方法
- JIS Z 3905　　 ニッケルろう分析方法
- JIS Z 3906　　 パラジウムろう分析方法
- JIS Z 3910　　 はんだ分析方法

### 溶接技術検定・認証
- JIS Z 3801　　 手溶接技術検定における試験方法及び判定基準
- JIS Z 3805　　 チタン溶接技術検定における試験方法及び判定基準
- JIS Z 3811　　 アルミニウム溶接技術検定における試験方法及び判定基準
- JIS Z 3821　　 ステンレス鋼溶接技術検定における試験方法及び判定基準
- JIS Z 3831　　 プラスチック溶接技術検定における試験方法及び判定基準
- JIS Z 3841　　 半自動溶接技術検定における試験方法及び判定基準
- JIS Z 3851　　 マイクロソルダリング技術検定における試験方法及び判定基準
- JIS Z 3861　　 溶接部の放射線透過試験の技術検定における試験方法及び判定基準
- JIS Z 3881　　 鉄筋のガス圧接技術検定における試験方法及び判定基準
- JIS Z 3882　　 鉄筋の突合せ溶接技術検定における試験方法及び判定基準
- JIS Z 3891　　 銀ろう付技術検定における試験方法及び判定基準
- JIS Z 2305　　 非破壊試験技術者の資格及び認証

### 安全・衛生・環境
- JIS Z 3920　　 溶接ヒューム分析方法
- JIS Z 3930　　 アーク溶接のヒューム発生量測定方法及び分析用ヒューム採取方法
- JIS Z 3940　　 溶接ヒュームのデータシート
- JIS Z 3950　　 溶接作業環境における浮遊粉じん濃度測定方法
- JIS Z 3952　　 溶接作業環境におけるガス濃度測定方法
- JIS Z 7253　　 GHSに基づく化学品の危険有害性情報の伝達方法－ラベル，作業場内の表示及び安全データシート（SDS）

### 溶接材料

#### 溶接棒・溶加棒・ワイヤ・フラックス
- JIS Z 3183　　 炭素鋼及び低合金鋼用サブマージアーク溶着金属の品質区分
- JIS Z 3200　　 溶接材料―寸法，許容差，製品の状態，表示及び包装
- JIS Z 3201　　 軟鋼用ガス溶加棒
- JIS Z 3202　　 銅及び銅合金ガス溶加棒
- JIS Z 3211　　 軟鋼，高張力鋼及び低温用鋼用被覆アーク溶接棒
- JIS Z 3214　　 耐候性鋼用被覆アーク溶接棒
- JIS Z 3221　　 ステンレス鋼被覆アーク溶接棒
- JIS Z 3223　　 モリブデン鋼及びクロムモリブデン鋼用被覆アーク溶接棒
- JIS Z 3224　　 ニッケル及びニッケル合金被覆アーク溶接棒
- JIS Z 3225　　 9％ニッケル鋼用被覆アーク溶接棒
- JIS Z 3227　　 極低温用オーステナイト系ステンレス鋼被覆アーク溶接棒
- JIS Z 3231　　 銅及び銅合金被覆アーク溶接棒
- JIS Z 3232　　 アルミニウム及びアルミニウム合金の溶加棒及び溶接ワイヤ
- JIS Z 3251　　 硬化肉盛用被覆アーク溶接棒
- JIS Z 3252　　 鋳鉄用被覆アーク溶接棒，ソリッドワイヤ，溶加棒及びフラックス入りワイヤ
- JIS Z 3312　　 軟鋼，高張力鋼及び低温用鋼用のマグ溶接及びミグ溶接ソリッドワイヤ
- JIS Z 3313　　 軟鋼，高張力鋼及び低温用鋼用アーク溶接フラックス入りワイヤ
- JIS Z 3315　　 耐候性鋼用のマグ溶接及びミグ溶接用ソリッドワイヤ
- JIS Z 3316　　 軟鋼，高張力鋼及び低温用鋼のティグ溶接用ソリッド溶加棒及びソリッドワイヤ
- JIS Z 3317　　 モリブデン鋼及びクロムモリブデン鋼用ガスシールドアーク溶接溶加棒及びソリッドワイヤ
- JIS Z 3318　　 モリブデン鋼及びクロムモリブデン鋼用マグ溶接フラックス入りワイヤ
- JIS Z 3319　　 エレクトロガスアーク溶接用フラックス入りワイヤ
- JIS Z 3320　　 耐候性鋼用アーク溶接フラックス入りワイヤ
- JIS Z 3321　　 溶接用ステンレス鋼溶加棒，ソリッドワイヤ及び鋼帯
- JIS Z 3322　　 ステンレス鋼帯状電極肉盛溶接金属の品質区分及び試験方法
- JIS Z 3323　　 ステンレス鋼アーク溶接フラックス入りワイヤ及び溶加棒
- JIS Z 3324　　 サブマージアーク溶接によるステンレス鋼溶着金属の品質区分及び試験方法
- JIS Z 3326　　 硬化肉盛用アーク溶接フラックス入りワイヤ
- JIS Z 3327　　 極低温用オーステナイト系ステンレス鋼ティグ溶加棒及びソリッドワイヤ
- JIS Z 3331　　 チタン及びチタン合金溶接用の溶加棒及びソリッドワイヤ
- JIS Z 3332　　 9％ニッケル鋼用ティグ溶加棒及びソリッドワイヤ
- JIS Z 3333　　 9％ニッケル鋼用サブマージアーク溶接ソリッドワイヤ及びフラックス
- JIS Z 3334　　 ニッケル及びニッケル合金溶接用溶加棒，ソリッドワイヤ及び帯
- JIS Z 3335　　 ニッケル及びニッケル合金アーク溶接フラックス入りワイヤ
- JIS Z 3336　　 マグネシウム合金の溶加棒及び溶接ワイヤ
- JIS Z 3341　　 銅及び銅合金イナートガスアーク溶加棒及びソリッドワイヤ
- JIS Z 3351　　 炭素鋼及び低合金鋼用サブマージアーク溶接ソリッドワイヤ
- JIS Z 3352　　 サブマージアーク溶接及びエレクトロスラグ溶接用フラックス
- JIS Z 3353　　 軟鋼及び高張力鋼用のエレクトロスラグ溶接ワイヤ及びフラックス

#### ろう・はんだ
- JIS Z 3261　　 銀ろう
- JIS Z 3262　　 銅及び銅合金ろう
- JIS Z 3263　　 アルミニウム合金ろう及びブレージングシート
- JIS Z 3264　　 りん銅ろう
- JIS Z 3265　　 ニッケルろう
- JIS Z 3266　　 金ろう
- JIS Z 3267　　 パラジウムろう
- JIS Z 3268　　 真空用貴金属ろう
- JIS Z 3281　　 アルミニウム用はんだ
- JIS Z 3282　　 はんだ―化学成分及び形状
- JIS Z 3283　　 やに入りはんだ
- JIS Z 3284-1　ソルダペースト―第1部：種類及び品質分類
- JIS Z 3284-2　ソルダペースト―第2部：はんだ粉末の形状，表面状態判定及び粒度分布測定試験
- JIS Z 3284-3　ソルダペースト―第3部：印刷性，粘度特性，だれ及び粘着性試験
- JIS Z 3284-4　ソルダペースト―第4部：ぬれ性，ソルダボール及び広がり試験
- JIS Z 3285　　 微細接合用ソルダペースト-微細粉末を使用するソルダペーストの特性試験方法

#### ガス
- JIS Z 3253　　 溶接及び熱切断用シールドガス
- JIS K 1101　　 酸素
- JIS K 1105　　 アルゴン
- JIS K 1106　　 液化二酸化炭素（液化炭酸ガス）

#### その他
- JIS Z 3233　　 イナートガスアーク溶接並びにプラズマ切断及び溶接用タングステン電極
- JIS Z 3234　　 抵抗溶接用電極材料
- JIS G 3503　　 被覆アーク溶接棒心線用線材
- JIS G 3523　　 被覆アーク溶接棒用心線
- JIS G 4316　　 溶接用ステンレス鋼線材
- JIS K 6746　　 プラスチック溶接棒

### 母材

#### 鋼材
- JIS A 5523　　 溶接用熱間圧延鋼矢板
- JIS G 3101　　 一般構造用圧延鋼材
- JIS G 3106　　 溶接構造用圧延鋼材
- JIS G 3114　　 溶接構造用耐候性熱間圧延鋼材
- JIS G 3128　　 溶接構造用高降伏点鋼板
- JIS G 3136　　 建築構造用圧延鋼材
- JIS G 3353　　 一般構造用溶接軽量H形鋼
- JIS G 3457　　 配管用アーク溶接炭素鋼鋼管

#### ステンレス鋼材
- JIS G 4304　　 熱間圧延ステンレス鋼板及び鋼帯
- JIS G 4305　　 冷間圧延ステンレス鋼板及び鋼帯

#### アルミニウム展伸材
- JIS H 4000　　 アルミニウム及びアルミニウム合金の板及び条

#### 伸銅品
- JIS H 3100　　 銅及び銅合金の板及び条
- JIS H 3320　　 銅及び銅合金の溶接管

### 溶接機
- JIS C 3404　　 溶接用ケーブル
- JIS C 9300-1　アーク溶接装置―第1部：アーク溶接電源
- JIS C 9300-3　アーク溶接装置―第3部：アーク起動及びアーク安定化装置
- JIS C 9300-5　アーク溶接装置―第5部：ワイヤ送給装置
- JIS C 9300-6　アーク溶接装置―第6部：限定使用率アーク溶接装置
- JIS C 9300-7　アーク溶接装置―第7部：トーチ
- JIS C 9300-10　アーク溶接装置－第10部：電磁両立性（ＥＭＣ）要求事項
- JIS C 9300-11 アーク溶接装置―第11部：溶接棒ホルダ
- JIS C 9300-12 アーク溶接装置―第12部：溶接ケーブルジョイント
- JIS C 9300-13 アーク溶接装置―第13部：溶接クランプ
- JIS C 9304　　 スポット溶接用電極
- JIS C 9305　　 抵抗溶接装置
- JIS C 9311　　 交流アーク溶接電源用電撃防止装置
- JIS C 9313　　 重ね抵抗溶接機用制御装置
- JIS C 9317　　 ポータブル・スポット溶接機用溶接変圧器
- JIS C 9318　　 ポータブル・スポット溶接機用水冷二次ケーブル
- JIS C 9319　　 抵抗溶接機用サイリスタスタック
- JIS C 9323　　 抵抗溶接機用変圧器―全変圧器に適用する一般仕様
- JIS C 9325　　 抵抗溶接機用電極加圧力計

### ガス溶断
- JIS B 6801　　 手動ガス溶接器，切断器及び加熱器
- JIS B 6803　　 溶断器用圧力調整器及び流量計付き圧力調整器
- JIS B 6805　　 溶断器用ゴムホース継手
- JIS K 1902　　 溶解アセチレン
- JIS K 2240　　 液化石油ガス（LPガス）
- JIS K 6333　　 溶断用ゴムホース

### 安全用品
- JIS T 8101　　 安全靴
- JIS T 8113　　 溶接用かわ製保護手袋
- JIS T 8128　　 溶接及び関連作業用防護服
- JIS T 8131　　 産業用ヘルメット
- JIS T 8141　　 遮光保護具
- JIS T 8142　　 溶接用保護面
- JIS T 8150　　 呼吸用保護具の選択，使用及び保守管理方法
- JIS T 8151　　 防じんマスク
- JIS T 8153　　 送気マスク
- JIS T 8157　　 電動ファン付き呼吸用保護具